# Amania
Amania är ett släkte av insekter. Amania ingår i familjen Derbidae.
Kladogram enligt Catalogue of Life:
| Amania | \| \| Amania angustifrons \| \| \| \| \| \| Amania quadrispinosa \| \| \| \| |
|        | \| \| Amania angustifrons \| \| \| \| \| \| Amania quadrispinosa \| \| \| \| |
|        | Amania angustifrons                                                          |
|        |                                                                              |
|        | Amania quadrispinosa                                                         |
|        |                                                                              |